# Marceline Lenoir
Marceline Lenoir, née le 21 novembre 1921 à Pierrepont (Aisne) et morte le 24 septembre 2007 à Paris, est une comédienne, agente artistique et Producteur de cinéma française.

## Biographie

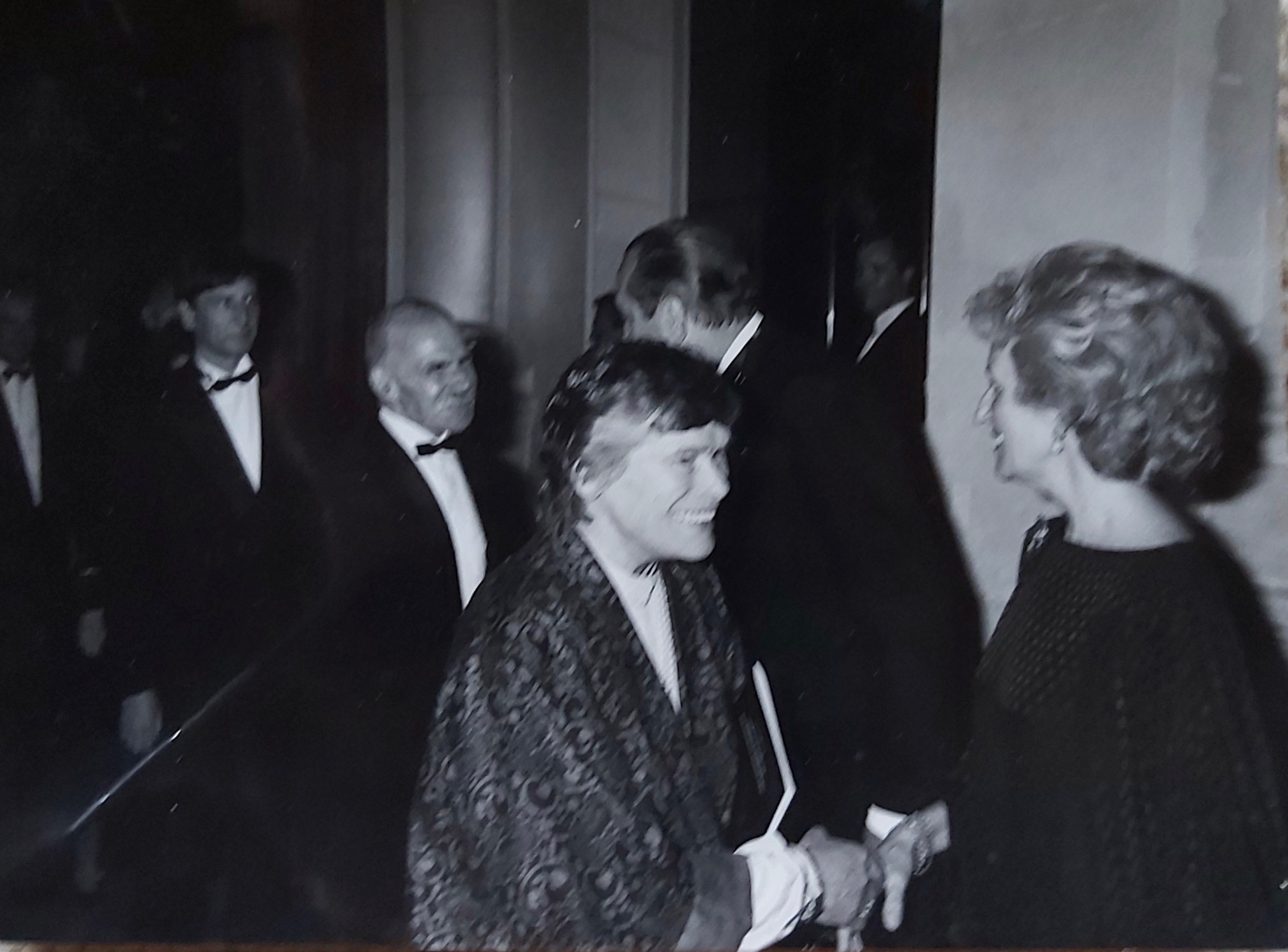
Marceline Lenoir, Jacques et Bernadette Chirac et Duphilo.

Le 3 mai 1955, elle fonde l'agence l'agence Marceline Lenoir avec son associée Josette Bouvray, chanteuse de variété française.
Elle devient alors la plus reconnue des agents de stars, avant de s'associer quelques années plus tard à Gilles Merlé. Marceline sera durant plusieurs années co-présidente du SNAAL auprès de Roland Bertin, syndicat des agents artistiques français.
L'agence Marceline Lenoir est aujourd'hui la plus vieille agence artistique de Paris.
Réputée pour son honnêteté, sa fidélité et sa générosité avec les comédiens, elle est restée à l'écart du Business des « grosses agences », ayant préféré suivre la voie de son amie et mentor Olga Horstig, avec qui elle a fait ses premières armes.

## Agent artistique

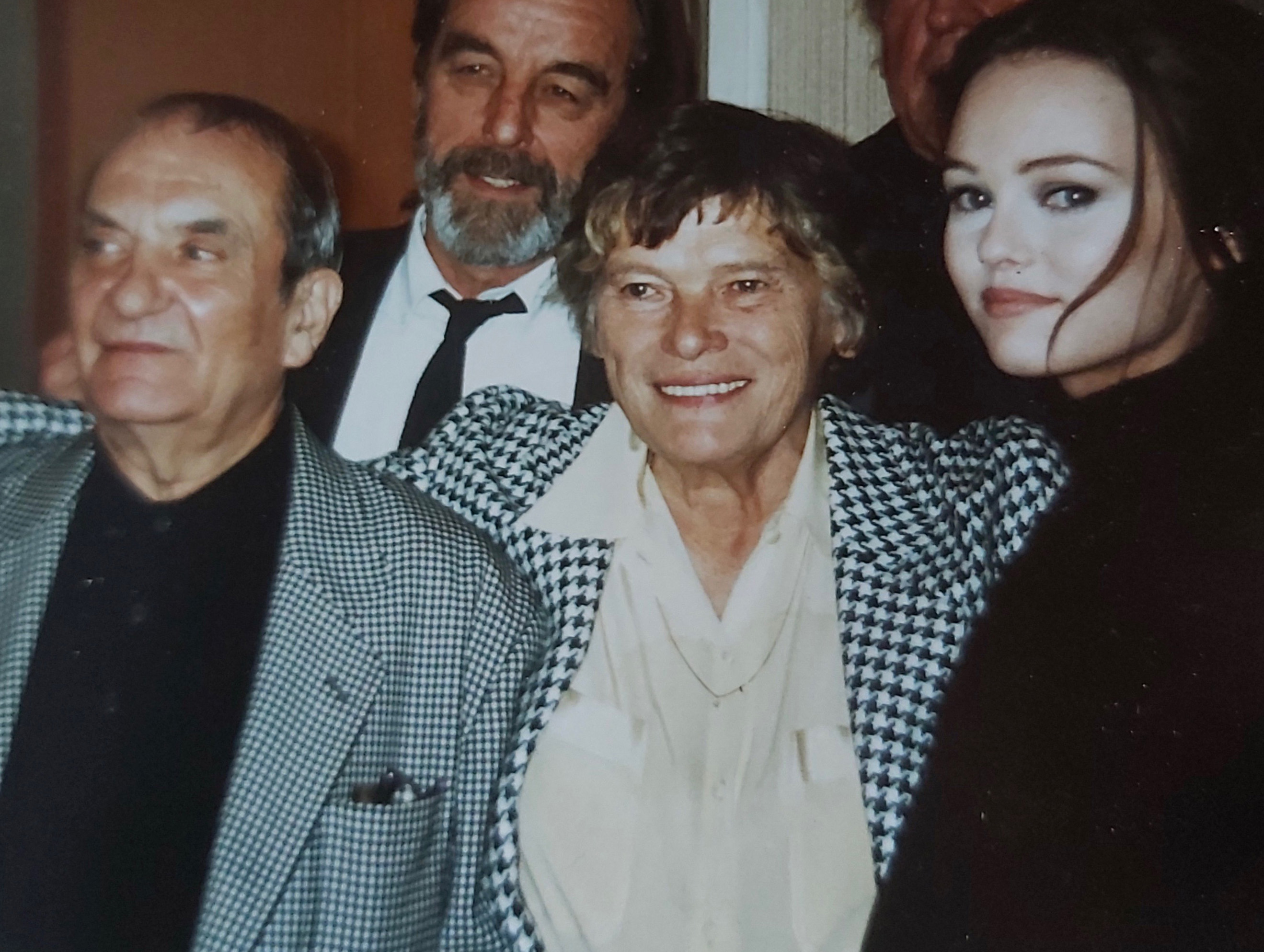
Vanessa Paradis, Jean Carmet, Georges Wilson et Marceline Lenoir.

En 1955, Marceline Lenoir fonde sa propre agence avec Josette Bouvray et prend en charge le recrutement des comédiens, scénaristes et réalisateurs.
Elle a ainsi été l'agente de nombreux acteurs et actrices français et étrangers comme Vanessa Paradis,, Alysson Paradis, Florent Pagny,, Juliette Binoche, Sabine Azema, Odette Laure, Jean Carmet, Gérard Depardieu, Leos Carax, Dominique Paturel, Patrick Dewaere, Jacques Dufilho, Bernard Pinet, Daniel Duval, Pierre Richard, Georges Wilson, Didier Pain, Alexandra Lamy, Jean Dujardin, Jules Sitruk, Robert Hossein, Mehdi Charef, Moshé Mizrahi, Jacques Attali, ou encore Benjamin Legrand.

## Production

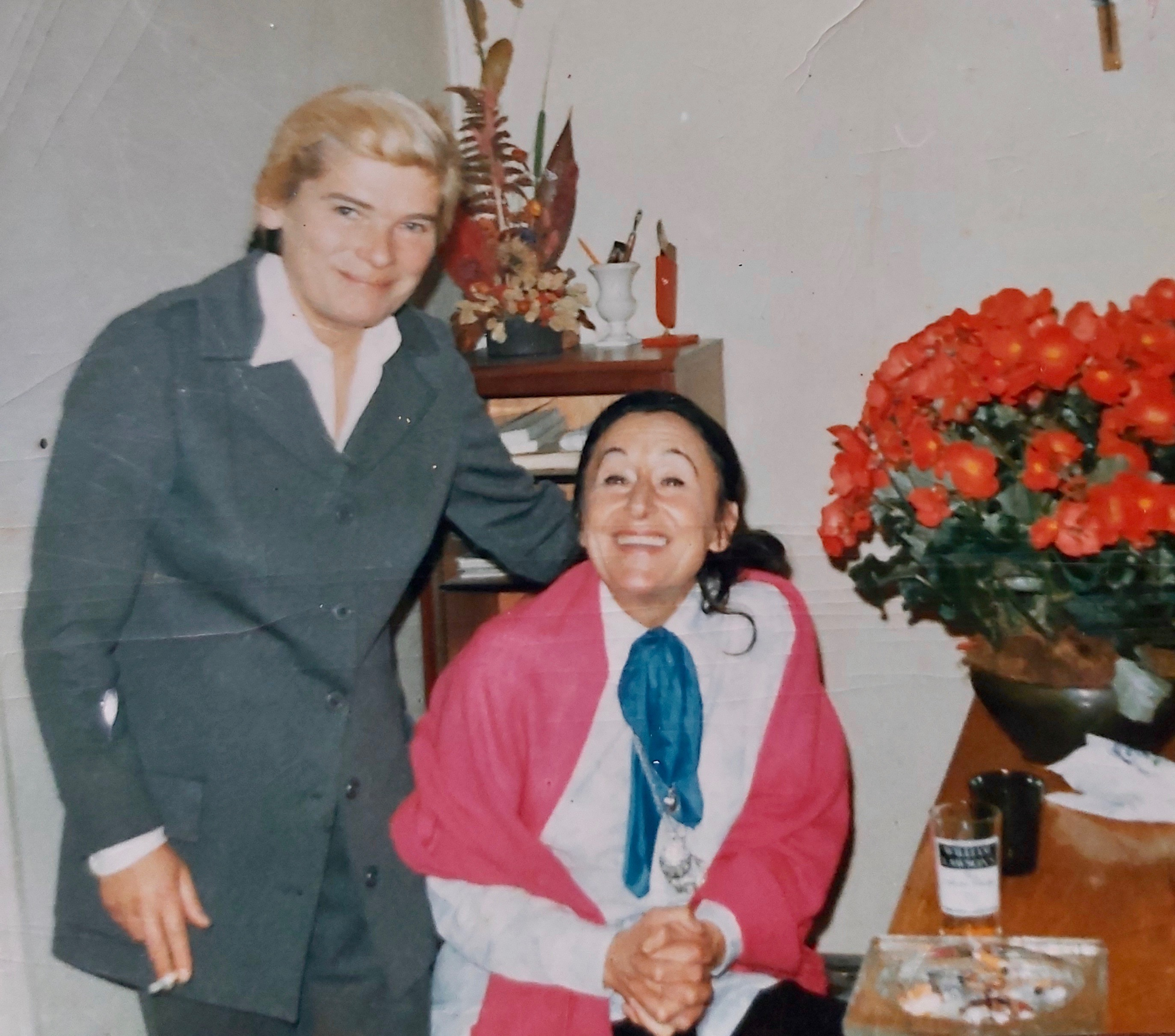
Marceline Lenoir et Josette Bouvray.

Marceline Lenoir était aussi productrice de spectacle vivant.
En 1988, elle co-produit avec le théâtre de l'œuvre la pièce Je ne suis pas rappaport de Herbe Gardner, mis en scène et interprété par Georges Wilson, et avec Jacques Dufilho.
Elle transmet son entreprise à Chantal Philippart qui a été auprès d'elle jusqu'à son dernier jour.
Elle meurt le 24 septembre 2007, et rejoint Lino Ventura et Jean Tourane au cimetière du Val-Saint-Germain (Essonne),,.